# Tarmstedt
Tarmstedt (Plattdeutsch Tarms) ist eine Gemeinde im Landkreis Rotenburg (Wümme) in Niedersachsen. Die Gemeinde Tarmstedt ist Mitgliedsgemeinde und Verwaltungssitz der Samtgemeinde Tarmstedt. 

## Lage
Die Gemeinde liegt am Rande des Teufelsmoors und der Zevener Geest nördlich der A 1.

## Geschichte
Um 200 n. Chr. werden die ersten Siedlungsanfänge vermutet. 796 soll Karl der Große hier durchgezogen sein und die Schlacht gegen die Wigmodier fand auf der Wüllenheide in Wilstedt statt. 1974 entstand die Samtgemeinde Tarmstedt als Zusammenschluss von damals 13 Gemeinden. Die Kooperative Gesamtschule wurde 1975 eingeweiht.

## Politik

### Rat
Der Rat der Gemeinde Tarmstedt besteht aus 15 Ratsfrauen und Ratsherren, der festgelegten Anzahl Ratsmitglieder für eine Mitgliedsgemeinde einer Samtgemeinde mit einer Einwohnerzahl zwischen 3001 und 5000. Die Ratsmitglieder werden durch eine Kommunalwahl für jeweils fünf Jahre gewählt. Die aktuelle Amtszeit begann am 1. November 2021 und endet am 31. Oktober 2026.
Die letzte Kommunalwahl am 12. September 2021 ergab das folgende Ergebnis:
| Partei | Anteilige Stimmen | Anzahl Sitze |
| ------ | ----------------- | ------------ |
| CDU    | 48,30 %           | 7            |
| SPD    | 27,41 %           | 4            |
| Grüne  | 12,10 %           | 2            |
| FDP    | 12,19 %           | 2            |

Die Wahlbeteiligung bei der Kommunalwahl 2021 lag mit 64,52 % über dem niedersächsischen Durchschnitt von 57,1 %.

### Bürgermeisterin
Der Rat wählte auf seiner konstituierenden Sitzung am 4. November 2021 Hella Rosenbrock (CDU) zur ehrenamtlichen Bürgermeisterin für die aktuelle Wahlperiode. Die Nachfolgerin von Wolf Vogel (SPD) ist in der Geschichte Tarmstedts die erste Frau in diesem Amt.

### Wappen
Das Wappen der Gemeinde zeigt auf grünem Grund eine nach nichtheraldisch links weisende silberne Axt. Unterhalb der Axt befinden sich zwei übereinander liegende goldene Ringe. Die Ringe wurden in der Umgebung des Ortes im Tagebau gefunden und haben im Original einen Durchmesser von ca. 10 cm.

## Kultur und Sehenswürdigkeiten

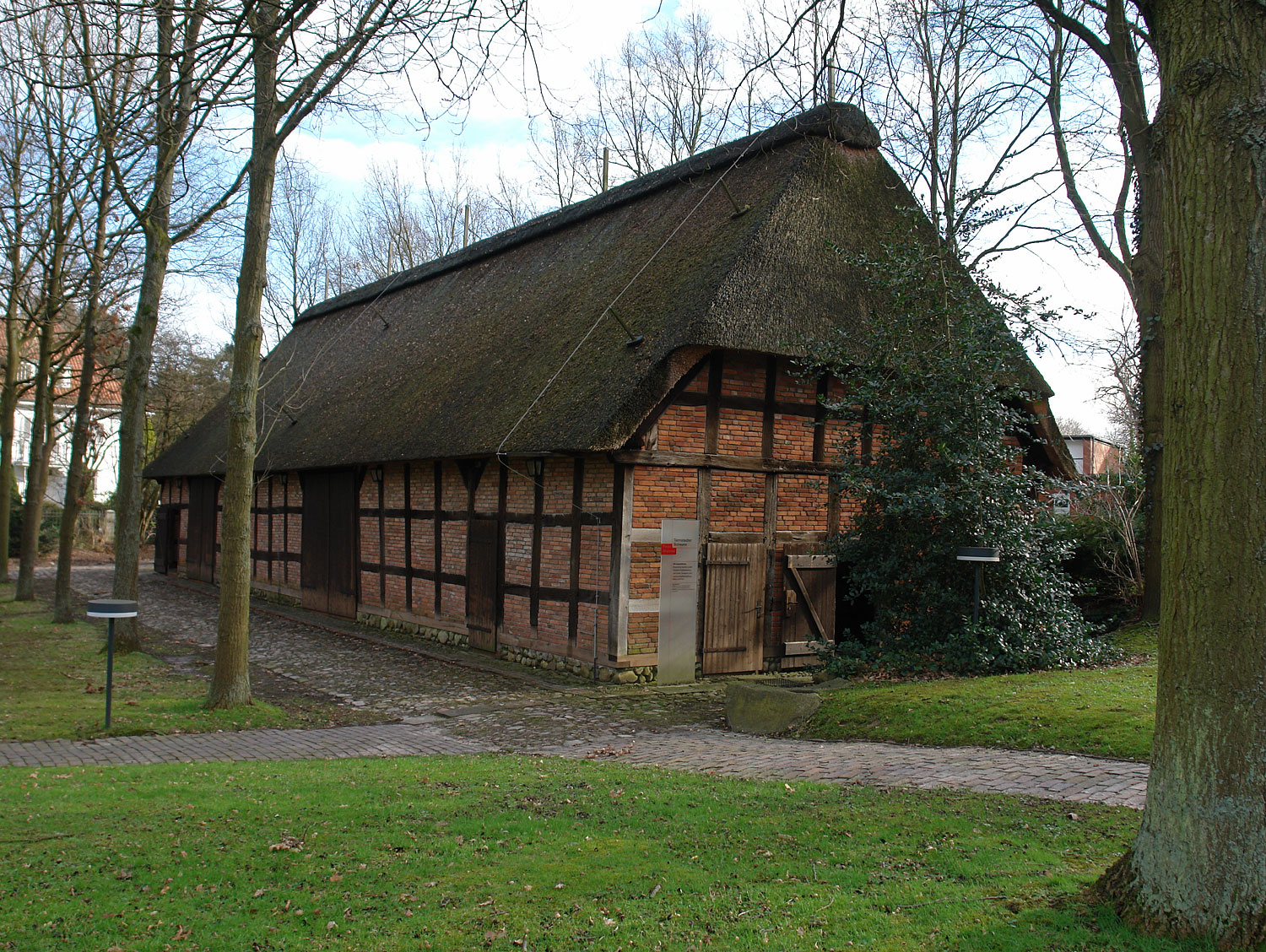
Tarmstedter Scheune

- Tarmstedter Spieker von 1754 mit Backhaus; früher Heimatmuseum mit urgeschichtlicher Steinsammlung
- Die Tarmstedter Scheune von 1803 befindet sich heute auf dem Gelände des Bremer Focke-Museums
- Tervensteder Stein
- Motto-Stein der Tarmstedter Ausstellung[6] mit Spruch „Ehret die Scholle die uns ernähret“ und Odal-Rune
- Bürgermeisterstein von Tarmstedt von 2007
- Hügelgräberfeld im Deependahl
- Evangelisch-lutherische Martin-Luther-Kirche
- Evangelisch-lutherische Salemskirche

## Kultur

### Musik
- Chordia Tarmstedt (ehemals Jugendchor Tarmstedt), christlicher Jugendchor seit 1993; es werden Gospel und andere christliche Stücke gesungen.

### Sport
Sportanlagen
- 3-Feld-Großsporthalle an der KGS Tarmstedt sowie zwei kleinere Hallen an der Grundschule und dem Oberstufengebäude.
- Sportanlage des TuS Tarmstedt mit vier Rasenplätzen, drei davon mit Flutlicht, und einem Vereinsheim (Wendohweg).
- Reithalle
- Tenniszentrum

### Vereine
- Der Turn- und Sportverein Tarmstedt von 1908 (TuS Tarmstedt) ist mit rund 1200 Mitgliedern der größte Breitensportverein. Er verfügt über dreizehn Abteilungen (Sparten).
  - Jährliches Fußball-Pfingstturnier für E- bis C-Jugend-Mannschaften;  alle zwei Jahre kommt dazu eine italienische Gastmannschaft aus Minervino Murge.
- Reitverein Tarmstedt
- Shotokan Karate Dojo Tarmstedt
- Sportschützenverein Tarmstedt
- Verein zur Förderung des Handballsports

### Regelmäßige Veranstaltungen
Jährlich findet seit 1949 die viertägige Tarmstedter Ausstellung statt, die größte norddeutsche landwirtschaftliche Maschinen- und Geräte-Ausstellung mit großem Familien- und Unterhaltungsprogramm, die regelmäßig am zweiten Juli-Wochenende etwa 100.000 Besucher verzeichnet. Seit 2004 findet auf dem Ausstellungsgelände im August auch das Open-Air-Konzert Rock den Lukas statt, bei dem schon Bands wie Sub7even, Torfrock und Jennifer Rostock auftraten.

## Verkehr
Der Ort liegt an der Landesstraße 133, die den Ort mit Bremen und Zeven verbindet.
Zwischen Tarmstedt und Bremen verkehrte zwischen 1900 und 1956 die Kleinbahn Bremen–Tarmstedt. Die 27 Kilometer lange Strecke führte von Tarmstedt durch das Teufelsmoor über Worphausen und Lilienthal nach Bremen. Zudem lag Tarmstedt an der Bahnstrecke Wilstedt–Tostedt.
Heute ist Tarmstedt durch eine zumeist stündlich verkehrende Buslinie mit Bremen und Zeven verbunden.
Bei Tarmstedt ist das Segelfluggelände Tarmstedt-Westertimke, auf welchem die Segelflieger der SFG-Bremen ansässig sind. Dort wird Segelflug- und Motorseglerbetrieb zumeist am Wochenende durchgeführt.

## Bildung
- Grundschule Tarmstedt mit ca. 270 Schülern und Schulkindergarten, Hauptstraße 6.
- Kooperative Gesamtschule Tarmstedt von 1975 (KGS Tarmstedt Europaschule), Kleine Trift 13, mit über 1100 Schülern.

## Söhne und Töchter der Stadt
- Rike Krämer-Hoppe (* 1981), Rechtswissenschaftlerin und Hochschullehrerin